# Lagunes de la Volga
Lagunes de la Volga (en russe : Волжские лагуны) est un tableau du peintre russe Fiodor Vassiliev (1850-1873), réalisé en 1870. Il fait partie de la collection de la Galerie Tretiakov (repris à l'inventaire sous le n° 902). Ses dimensions sont de 70 × 127 cm.

## Histoire
Les mois d'été de l'année 1870, Fiodor Vassiliev, âgé de 20 ans, les passe sur la Volga avec des amis artistes Ilia Répine, Ievgueni Makarov, ainsi que le musicien Vassili Répine (frère cadet d'Ilia Répine). Il réside une grande partie de son temps dans le village de Chiriaïevo, situé sur la rive droite de la Volga près des monts Jigouli.
De retour de ce voyage, Vassiliev peint plusieurs toiles en utilisant des croquis réalisés par lui le long de la Volga. Outre Les Lagunes de la Volga, il y avait d'autres tableaux réputés : Vue sur la Volga. Barques et Rive de la Volga après la pluie.
Sa toile Lagunes de la Volga a suscité un grand intérêt lors de l'exposition posthume qui a eu lieu quatre ans plus tard à Saint-Pétersbourg, en janvier 1874. Pavel Tretiakov a acheté ce tableau pour sa collection (ensemble avec Hiver en Crimée, Montagnes de Crimée en hiver, Dans une barque le long des rives de la Crimée et Le Soir) en échange de la dette de Vassiliev qui ne pouvait pas payer du fait de sa maladie et de sa mort en 1873.

## Description
Le tableau Lagunes de la Volga transmet au spectateur l'état de tension des éléments de la nature avant l'orage. L'amas de nuages noirs s'épaissit au-dessus de la lagune côtière et des collines en arrière-plan.
Au Musée russe sont conservés les dessins de Vassiliev Lagunes de la Volga et Vallée fluviale qui ont été utilisés par le peintre pour réaliser cette toile.

## Appréciation
Le critique d'art Alekseï Fiodorov-Davydov écrit que Vassiliev a clairement ressenti durant son voyage sur la Volga « le thème national du paysage », mais dans ses Lagunes sur la Volga « ce thème apparaît pour la première fois et il sera ensuite généralisé, synthétisé dans ses images hautement poétiques, que l'on retrouve dans Prairie inondée (1872). »